# جون تيودور لوند
جون تيودور لوند (بالنرويجية البوكمول: John Theodor Lund)‏ (9 أكتوبر 1842 – 8 يناير 1913) هو سياسي نرويجي في الحزب الليبرالي النرويجي.